# Dérivé (chimie)
Pour les articles homonymes, voir Dérivé.
En chimie, un dérivé est un composé provenant d'un autre (le précurseur, de structure chimique typiquement similaire) après transformation de ce dernier. Le dérivé peut différer de un ou plusieurs atomes ou groupes fonctionnels.
La synthèse d'un dérivé chimique (processus que l'on appelle dérivation ou dérivatisation) peut servir en chimie analytique, pour isoler et identifier le précurseur correspondant.

## Exemples en chimie organique
Un exemple simple en chimie est celui d'un sel, qui est un dérivé d'un acide. Les dérivés d'acides carboxyliques (acides organiques) rencontrés en chimie organique sont nombreux : carboxylates (sels ou esters), amides, nitriles, anhydrides d'acide carboxylique, halogénures d'acyle, etc.

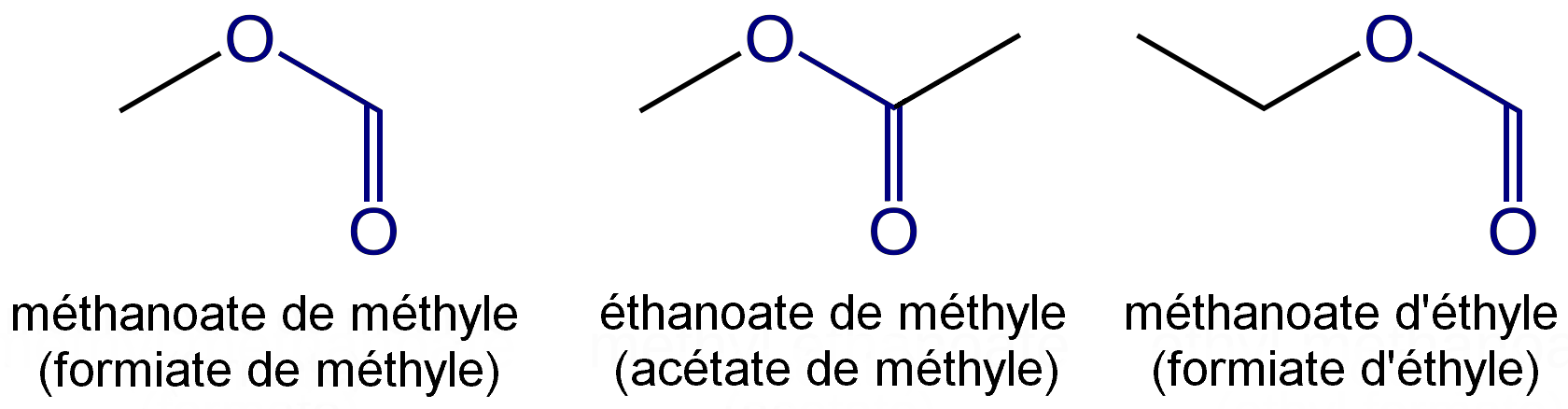
Formule de trois esters carboxyliques simples.

Les composés organiques sont classés en deux catégories : les hydrocarbures et les dérivés d'hydrocarbure (exemple : hydrocarbures halogénés). La plupart des dérivés d'hydrocarbure contiennent, outre des atomes de carbone et d'hydrogène, d'autres éléments non-métalliques tels que azote, oxygène, phosphore, soufre ou chlore :
- le méthanal est un dérivé du méthane, le chlorure de vinyle un dérivé de l'acétylène, le pyrogallol et le trinitrotoluène dérivent du benzène ;
- pour l'exemple suivant, le composé initial (« composé parent ») est un terpène :

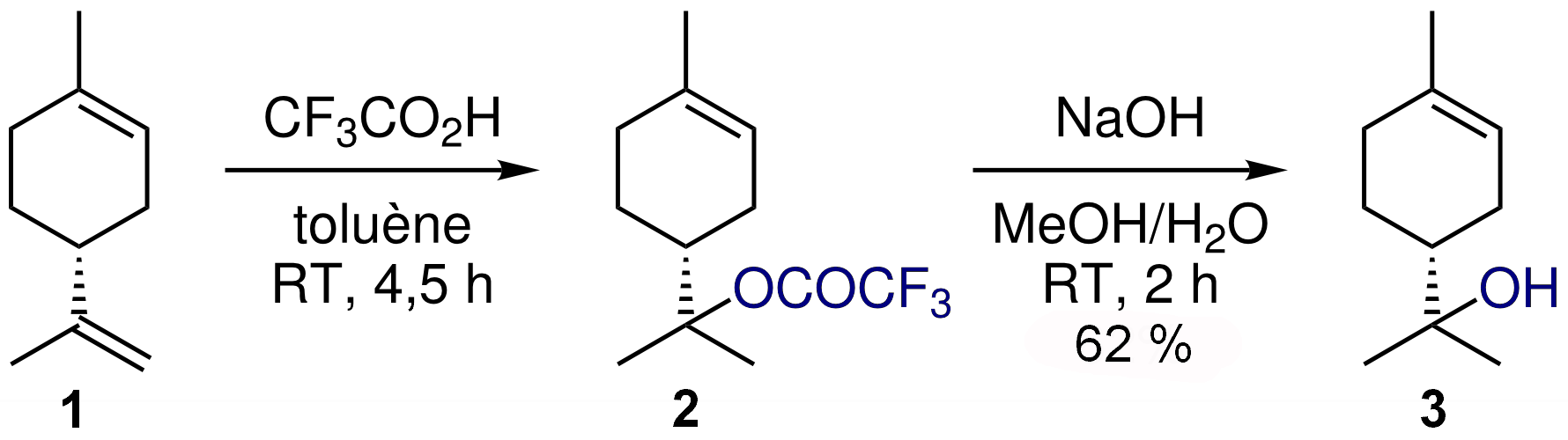
Le trifluoroacétate (adduit) (2) et le (R)-α-terpinéol (alcool solide) (3) sont des dérivés du (R)-limonène (alcène liquide) (1).

Le limonène peut être isolé en préparant un adduit par tétrabromation, opération suivie d'une cristallisation du dérivé tétrabromé obtenu ; puis une réaction utilisant ce réactif permet de régénérer l'hydrocarbure désiré. De plus, la détermination du point de fusion du composé cristallin (F : 104 à 105 °C) permet de vérifier l'identité du limonène.